# Giampiero Marini
Giampiero Marini (Lodi, 25 de fevereiro de 1951) é um ex-futebolista e atualmente treinador de futebol italiano. Foi campeão da Copa do Mundo de 1982, na Espanha, quando atuava pela Internazionale como meiocampista.
Após a aposentadoria dos campos de futebol, treinou a Internazionale em 1994 e a Itália B em 2001. Entretanto, tornou-se um corretor financeiro, uma antiga predileção dele, que estudava gráficos e o mercado de ações nos intervalos dos treinamentos.